# Trstenci
Trstenci (szerbül: Трстенци), település Bosznia-Hercegovinában, Derventa községben, a Szerb Köztársaság északi régiójában. 

## Fekvése
A település Bosznia-Hercegovina északi részén, Dobojtól légvonalban 42, közúton 55 km-re északnyugatra, községközpontjától légvonalban 11, közúton 16 km-re északnyugatra, a Száva jobb partján és a tőle délre fekvő dombvidéken, 92-294 méteres magasságban található. A település a Derventa—Kobaš út mentén, körülbelül 4,5 km hosszan húzódik. Keletről Pjevalovac, nyugatról Korovi településsel határos. Beosztott falvai a főúttól délre húzódnak, és a Motajica lejtői alatt kapaszkodnak fel a település dombos részére. A falvak (keletről indulva): Kladari, Kamenovac, Lužani, Rijeka, Milinkovića put és Grabici.

## Népessége
| Nemzetiségi csoport | Népesség 1991 | Népesség 2013 |
| ------------------- | ------------- | ------------- |
| Szerb               | 861           | 565           |
| Bosnyák             | 0             | 1             |
| Horvát              | 6             | 7             |
| Jugoszláv           | 13            | 0             |
| Egyéb               | 14            | 2             |
| Összesen            | 894           | 575           |

## Története
Mivel a falu sík részein, a folyómenti mocsarakban nád nő, lehetséges, hogy a falut a nádról (trs = nád) nevezték el. A törökök idején ezeken a területeken széles körben használták a nádat különféle szőnyegek, az úgynevezett „hasura” szövéséhez. Köztudott, hogy a török szokások közé tartozott, hogy a kávéfogyasztás és az étkezések rituáléit a padlón végezték. Akkoriban náddal borították a házak falait. Mivel a nádat nemcsak, hogy széles körben használták, és a környéken termesztették is, lehetséges, hogy a falut róla nevezték el Trstencinek.
A 19. század második feléig Bosznia egész területét a Török Birodalom uralta. Lényegében minden szántóföld a korabeli földbirtokosoké, azaz a bégeké volt. Vannak adatok arról, hogy a föld több mint 90%-a a bégek tulajdonában volt. A szerb többségű lakosság szolgaként dolgozott a bégnek mindenféle ellenszolgáltatás nélkül, vagy művelte a bég földjét, odaadva neki a betakarított élelmiszer vagy gyümölcs úgynevezett harmad- és tizedrészét. Emiatt a szerb lakosság főként a hegyekben, a Motajica lejtőin telepedt le. A földek a bégek leszármazottaimak az Adžabdić, a Kapetanović és az Alibegović családoknak a tulajdonában voltak. A Trstenciben élő családok különböző vidékekről érkeztek. Sok család Kelet-Hercegovinából érkezett a törökök elől menekülve. Néhány család súlyos hibákat követett el a pasalikjában. A büntetés elkerülése érdekében egy másik pasalikhoz menekültek. Az akkori kommunikáció egy bizonyos ideig békés életet biztosított számukra. Köztudott, hogy ezeket a régiókat szerbek lakták, akik határőrök voltak az Oszmán Birodalom és az Osztrák-Magyar Monarchia között, az úgynevezett katonai határvidéken.
A település 1878-ig tartozott az Oszmán Birodalomhoz, ekkor a berlini kongresszus határozata alapján az Osztrák-Magyar Monarchia része lett. 1879-ben az első osztrák-magyar népszámlálás során a Derventi járáshoz tartozó településnek 54 háztartása és 348 ortodox lakosa volt. 1910-ben a Derventai járáshoz tartozó településen 95 háztartást, 476 ortodox, 23 római katolikus és 13 muszlim lakost találtak. A falu lakossága akkoriban kizárólag mezőgazdasággal és állattenyésztéssel foglalkozott, de sokkal sikeresebbek voltak az állattenyésztésben, mivel a Motajica erdei alkalmasabbak voltak szarvasmarha- és sertéstenyésztésre. A monarchia szétesésével 1918-ban előbb a Szerb-Horvát-Szlovén Királyság, majd 1929-től a Jugoszláv Királyság része lett. 1921-ben a Derventai járáshoz tartozó településnek 551 lakosa volt, közülük 500 ortodox szerb, 22 római katolikus, 18 muszlim és 11 egyéb volt. Az 1929-es törvény értelmében, amikor Bosznia-Hercegovinát négy banovinára, Drinskára, Vrbaskára, Zetskára és Primorskára osztották, a település a Vrbaska banovina (Orbászi bánság) része lett, amelynek székhelye Banja Luka volt. 1939-ben a közigazgatás átszervezésével a Hrvatska banovina (Horvát Bánság) része lett.
A második világháborúban Jugoszlávia megszállása után a Független Horvát Állam (NDH) része lett. A háború idején az usztasák mintegy tucat helyi szerbet hurcoltak különböző gyűjtőtáborokba, akik soha nem tértek vissza. A faluban egy csetnik egységet szerveztek, hogy megvédjék a lakosságot az usztasáktól. Az egységet Petar Nedić vezette, és ez a csetnik alakulat a háború végéig, 1945-ig működött. A második világháború után 1992-ig a település a szocialista Jugoszlávia keretében a Bosznia-Hercegovinai Népköztársaság része volt. A villanyt az 1970-es évek elején vezették be a faluba. A boszniai háborút lezáró daytoni békeszerződés rendelkezése alapján az ország területét felosztották a Bosznia-hercegovinai Föderáció és a boszniai Szerb Köztársaság között. A békeszerződés utáni területmegosztási megállapodás értelmében a település Derventa község részeként a Boszniai Szerb Köztársasághoz került. 

## Oktatás
Az első világháború végén, 1918-ban, Jugoszláv Királyság került hatalomra ezeken a területeken. Faluban addig nem volt iskola, de közvetlenül a háború után megkezdődött az iskola építése. Tešo Nedićnek nagy érdemei voltak az iskola felépítésében, mivel akkoriban ő volt a falu birája. Az akkori hatóságoknál szerzett tekintélyének köszönhetően elérte, hogy Trstenciben felépítsék az iskolát. Az iskola építése 1922 körül kezdődött, és a gyermekek első generációi 1925-ben kezdtek dolgozni. Az egyházi vezetés engedélyezte és átengedte az egyházi föld egy részét az iskola építésére. Az iskolát a falu központjában, a jól ismert „hrastik”-ban építették. Az akkori gyermekek generációi rendszeresen jártak iskolába, és négy osztályt végeztek el az általános iskolában. Nagyon kevés lánygyermek járt iskolába, mert a szülők akkori életfelfogása olyan volt, hogy a lányoknak nem volt szükségük írástudásra. Fontos volt, hogy a lányok megtanuljanak fonni, kötni, hímezni és szőni, mert ezeket az értékeket nagyra értékelték.
Amikor 1941-ben kitört a háború, az iskola beszüntette működését. A falu akkori gyermekgenerációja abbahagyta a tanulmányait. A háború alatt az usztasák megrongálták az iskolaépületet, a szlavón falvakból tüzérséggel lőtték a falut. A megrongálódott iskolaépületet 1945-ben szabadították fel. A háború véget ért, de az iskola épületét nem javították meg. Erre csak 1949-ben került sor, és ugyanebben az évben kezdték meg az első diákok az iskolát. Az  iskolának négy osztálya volt, a felső tagozatosok pedig Derventára vagy Slavonski Kobašra kellett, hogy járjanak. Később a falusiak úgy döntöttek, hogy egy új és nagyobb iskolát építenek, mert akkoriban a diákok száma ezt megkívánta. Az új iskolaépületet 1967-ben építették a falu főútja mellett. Az épület nyolcosztályos iskolaként működött. A szomszédos falvakból érkező gyerekek az ötödik osztálytól a nyolcadik osztályig jártak az iskolába. 
A mai iskola a derventai „Április 19.” Általános Iskola területi iskolájaként működik.

## Nevezetességei
Az Úr mennybementele tiszteletére szentelt ortodox temploma 1979-ben épült.

## Fordítás
- Ez a szócikk részben vagy egészben  a(z)   Трстенци című szerb Wikipédia-szócikk ezen változatának fordításán alapul.  Az eredeti cikk szerkesztőit annak laptörténete sorolja fel. Ez a jelzés csupán a megfogalmazás eredetét és a szerzői jogokat jelzi, nem szolgál a cikkben szereplő információk forrásmegjelöléseként.